# Polysteganus
Polysteganus là một chi cá trong Họ Cá tráp (Sparidae). Chi này gồm có các loài sau:

## Các loài
- - Polysteganus baissaci (Smith, 1978)
  - Polysteganus coeruleopunctatus (Klunzinger, 1870)
  - Polysteganus mascarenensis Iwatsuki & Heemstra, 2011[1]
  - Polysteganus praeorbitalis (Günther, 1859)
  - Polysteganus undulosus (Regan, 1908)